# Mount Belecz
Mount Belecz ist ein 2120 m hoher Berg mit abgeflachtem Gipfel in der antarktischen Ross Dependency. Er ragt 10 km nordöstlich des Mount Ruth Gade in der Quarles Range auf.
Eine erste Kartierung erfolgte anhand von Vermessungen und Luftaufnahmen der US-amerikanischen Byrd Antarctic Expedition (1928–1930). Das Advisory Committee on Antarctic Names benannte ihn 1967 nach Dan Michael Belecz, Meteorologe auf der Amundsen-Scott-Südpolstation im antarktischen Winter 1962.